# José Évrard
Pour les articles homonymes, voir Evrard.
José Évrard, né le 17 juillet 1945 à Cauchy-à-la-Tour (Pas-de-Calais) et mort le 7 janvier 2022 à Arras (Pas-de-Calais), est un homme politique français.
Membre du Parti communiste français de 1965 à 2001, il rejoint en 2013 le Front national (devenu Rassemblement national en 2018). Il est élu député dans la 3e circonscription du Pas-de-Calais lors des élections législatives de 2017.
En novembre 2017, il quitte le FN pour rejoindre Les Patriotes, mouvement créé et présidé par Florian Philippot, dont il est le seul représentant à l'Assemblée nationale.
En 2019, il rejoint le parti Debout la France de Nicolas Dupont-Aignan.
Il a été conseiller départemental du Pas-de-Calais de 2015 à 2017, élu dans le canton d'Harnes avec Guylaine Jacquart.

## Biographie
José Évrard naît à Cauchy-à-la-Tour, d'un père mineur et d'une mère au foyer ; il grandit dans une région à forte tradition ouvrière. Son grand-oncle, résistant, a été fusillé en la citadelle d'Arras en 1944. Il est postier de formation.

### Militant communiste pendant trente-six ans
L'ancrage du Parti communiste français (PCF) dans les années 1960 et 1970 dans ces régions minières prédispose José Évrard à s'y engager politiquement, dès l’année de ses 20 ans, en 1965,. Il occupe par la suite un poste de secrétaire départemental au sein du PCF. Mais à partir des années 1980, le parti recule significativement dans ce bastion historique de la gauche, d’abord au profit du Parti socialiste, puis dans les années 2010 au bénéfice du Front national (FN) de Jean-Marie Le Pen.
José Évrard quitte le PCF en 2001, après trente-six ans de militantisme, dont les quinze dernières années en tant que permanent, s'estimant « trahi sur ses engagements ».

### Adhésion au FN et accès à la députation
Douze ans plus tard, en 2013, José Évrard adhère à un nouveau parti politique, le FN, se disant attiré par « la démarche de la dédiabolisation » et soutenant les « notions de souveraineté et d'indépendance nationale ».
Candidat FN pour le canton d'Harnes aux élections départementales de 2015, il dénonce les pratiques « clientélistes » de « l’UMPS » et la paupérisation du département, qu'il attribue à l'Union européenne. Il est élu au second tour avec 52,63 % des voix.
Au second tour des élections législatives de 2017, il devance le candidat MoDem Patrick Debruyne et est élu député dans la troisième circonscription du Pas-de-Calais avec 52,94 % des voix. Il a pour assistant parlementaire un proche de Marine Le Pen, son beau-frère Philippe Olivier. José Évrard est l’un des 8 députés RN élus en 2017, dont 4 dans le département.

### Passage par Les Patriotes
En novembre 2017, il annonce avoir quitté le FN et rejoint Les Patriotes, le parti qui vient d’être créé par Florian Philippot, également récent transfuge du FN : il justifie son départ par un désaccord avec la nouvelle orientation du FN sur les questions européennes, tandis que ce départ est fraîchement perçu au FN et que des élus FN du Pas-de-Calais l’accusent de trahison. Des militants font circuler des tracts le mettant violemment en cause, l'accusant de trahir père et mère pour des questions d'argent. Des menaces physiques sont également proférées.

### Debout la France
Il rejoint à la fin de l’année 2019, le parti Debout la France présidé par Nicolas Dupont-Aignan, dont il devient vice-président. Il est la tête de liste du parti souverainiste aux élections régionales de 2021 dans les Hauts-de-France, lors desquelles sa liste arrive en sixième et avant-dernière position au premier tour, avec 2,04 % des voix dans un contexte de participation très faible, inférieure à 33 %.
Il est aussi conseiller municipal de Billy-Montigny.
Dans le cadre de la pandémie de Covid-19, il s'oppose à l'obligation vaccinale et au passe sanitaire,.

### Mort
Vacciné selon l'un de ses fils, mais contaminé au cours de la pandémie de Covid-19 en décembre 2021, il est admis dans un hôpital de son département du Pas-de-Calais, à Arras, et meurt des suites de la maladie le 7 janvier 2022. Le président de l'Assemblée nationale Richard Ferrand annonce sa disparition et salue sa mémoire, de même que Nicolas Dupont-Aignan, président du parti DLF dont José Évrard était le vice-président.

### Vie privée
José Évrard est marié et père de trois enfants, une fille et deux fils,,.